# Carbonato de litio
El carbonato de litio (Li2CO3) es una sal inorgánica. Esta sal es usada en psiquiatría (rama de la medicina) para tratar el trastorno bipolar, la depresión mayor recurrente, el trastorno límite de la personalidad y el trastorno esquizoafectivo, aunque también, a veces, es utilizado para tratar por parte de la neurología en el tratamiento de la cefalea en racimos. Consumir dosis superiores a las recomendadas de esta sal puede ser mortal.

## Uso farmacológico
El carbonato de litio es un psicofármaco de uso exclusivamente psiquiátrico para tratamiento y profilaxis en el trastorno bipolar. El litio es un metal alcalino del grupo 1 de la tabla periódica del mismo grupo atómico que el sodio (Na) y el potasio (K). El ion litio se administra en forma de la sal carbonato de litio.
Se encuentra en la Lista de Medicamentos esenciales de la Organización Mundial de la Salud, los medicamentos más importantes que se necesitan en un sistema de salud básico.
En el organismo humano, el litio se encuentra en niveles trazas en una concentración de 10 a 40 ug/l y hasta la fecha se desconoce la función que cumple en el mismo. Es decir que los valores normales en las personas son muy bajos o presentan solamente vestigios. 
Por ello su medición en sangre únicamente tiene utilidad e importancia en los pacientes que están tomando litio por alguna indicación psiquiátrica.

### Historia
En 1940 fue prohibido su uso en los EE. UU. por numerosos casos de intoxicación y muertes al ser usado sin fundamento científico y sin control como sustituto de la sal de mesa en pacientes con insuficiencia cardíaca.
Quien hizo investigación con litio por primera vez fue John Cade, un psiquiatra australiano que en la década del 40 del siglo XX comprobó los efectos sedantes de las sales de litio en animales de experimentación. 
En 1954 se realizó el primer estudio clínico doble ciego con litio en la manía. Una vez comprobada su eficacia en la manía, la Administración de Medicamentos y Alimentos (FDA) de los Estados Unidos aprobó el uso para su tratamiento en el año 1970 y cuatro años después, en 1974 autorizó el empleo en la prevención de la recaída del trastorno bipolar.

## Toxicidad del litio
La intoxicación aguda por litio (IAL), definida aguda cuando la concentración de litio en sangre es >4 mEq/L (los niveles terapéuticos se encuentran entre 0.6-1.2 mEq/L, y en brotes maniacos entre 1-1.5 mEq/L), es un cuadro considerado grave. La IAL es una complicación no muy frecuente, pero es conveniente disminuir su riesgo informando al paciente. La intoxicación crónica por litio (>1.5 mEq/L) es más frecuente pero menos grave.,

### Epidemiología
Se producen alrededor de 10000 intoxicaciones por litio al año, de las cuales unas 2000 acaban con el fallecimiento del paciente. Algunos estudios muestran que alrededor del 90% de los pacientes en tratamiento con litio pueden haber presentado niveles tóxicos o efectos indeseados en algún momento.

### Mecanismo de acción
Aunque su mecanismo de acción toxicológico no está claramente determinado, se sabe que inhibe la liberación de dopamina y de noradrenalina y aumenta la acción de la serotonina. Se elimina principalmente por la orina. Además, produce sustitución de cationes causando modificaciones (en los niveles de sodio, potasio, calcio y magnesio) afectando a las membranas celulares, receptores y hormonas. Además de su acción sobre el SNC, presenta efectos en tiroides, paratiroides, riñón, corazón, placa motora y metabolismo de los hidratos de carbono.
Se trata de una intoxicación importante ya que el litio es de estrecho margen terapéutico, lo que explica que un paciente pueda estar inframedicado, con sobredosis o intoxicado con mínimos ajustes en su dosificación. Esto va a favorecer que se presente una frecuente toxicidad en el organismo de la persona que lo consume.

### Síntomas
En una sobredosis (toxicidad aguda) pueden aparecer síntomas neurológicos (somnolencia, coma, manos temblorosas, falta de coordinación, espasmos musculares, convulsiones, mala pronunciación, nistagmos, pensamiento alterado…), cardiológicos (enlentecimiento del ritmo cardiaco por alteraciones electrolíticas) y fracaso renal agudo; también aparecen náuseas, vómitos, diarrea, dolores estomacales, mareo… También puede haber manifestaciones endocrinológicas (hipotiroidismo, hiperparatiroidismo, hipercalcemia, hiperglicemia) y manifestaciones hematológicas (leucocitosis y anemia aplásica).
En la toxicidad crónica (se suele dar en pacientes con trastorno bipolar de larga evolución) aumentarán los reflejos, habrá temblores incontrolables y mala pronunciación. También puede causar insuficiencia renal, alteraciones en la diuresis, problemas de memoria, polidipsia, trastornos del movimiento (manos temblorosas, espasmos musculares), eliminación de sales, psicosis, coma, falta de coordinación, convulsiones y mala pronunciación. En ciertas ocasiones los síntomas de la intoxicación se pueden confundir con un empeoramiento de la enfermedad (trastorno bipolar).
Al observar cualquiera de estos síntomas se debe proceder a practicar una litemia (el litio entra en los eritrocitos) y a la disminuir los niveles de litio en sangre si este presenta valores superiores a 1.3 - 1.5 mEq/L.
La intoxicación por litio se puede prevenir teniendo en cuenta ciertos aspectos: hay que beber alrededor de 3L agua al día, evitar la cafeína, comer con sal, tener cuidado con los vómitos y la diarrea, así como con los diuréticos...

### Tratamiento de la intoxicación
El tratamiento debe ser llevado a cabo de manera intrahospitalaria. Este fármaco no cuenta con un antídoto específico por lo que se debe aplicar un tratamiento general para intoxicaciones graves, en el cual se debe preservar las condiciones fisiológicas del paciente.
-         En intoxicación aguda para evitar la absorción se realiza un lavado gástrico.
-         El tratamiento sintomático para la fracción absorbida o en caso de intoxicación crónica: lo primero es administrar sal común o soluciones salinas por vía parenteral, para tratar las alteraciones electrolíticas se utiliza potasio, para la deshidratación se administra agua y para las convulsiones diazepam. 
Actualmente, el tratamiento de elección para la intoxicación por litio sigue siendo la hemodiálisis (proceso complejo pero eficaz). Además, también resulta efectivo favorecer la diuresis en algunos casos. La litemia debe ser controlada cada 4 horas en caso de intoxicaciones severas en caso de que se presenten casos con litio en sangre de 4-5mEq/L, se debe acelerar su excreción por medio de hemodiálisis.,